# أبو خاطر (دير الزور)
أبو خاطر هي قرية سورية تقع في ناحية هجين من منطقة البوكمال في محافظة دير الزور.